# Portrait de mademoiselle Lantelme
Le Portrait de mademoiselle Lantelme est une peinture à l'huile sur toile (200 × 99,5 cm) du peintre italien Giovanni Boldini datée de 1907. Elle est conservée à la Galerie nationale d'Art moderne et contemporain à Rome. 

## Histoire
Mathilde Fossey était une actrice, chanteuse lyrique et demi-mondaine connue sous le nom de Geneviève Lantelme. Sa disparition mystérieuse à l'âge de vingt-huit ans lors d'une croisière sur le yacht de son second mari, Alfred Edwards, richissime patron de presse, contribua à sa légende. Réputée pour sa beauté, elle avait une foule de courtisans et d'amants dans le Paris de la Belle Époque, dont le banquier Henry Poidatz, commanditaire du tableau.

## Description
Boldini représente Geneviève Lantelme en pied, comme si elle était sur scène, vêtue d'un robe Jacques Doucet en satin noir, coiffée d'un grand chapeau à nœud, un châle semblant flotter autour d'elle.

## Analyse
Le portrait restitue toute l'arrogance et la fierté de cette femme, dont le charme se conjuguait avec un caractère séducteur, avide et manipulateur. Plantée sur ses longues jambes, les mains posées sur les hanches, fixant le spectateur, elle reprend la pose du Portrait de Georges Goursat, dit Sem que Boldini avait réalisé cinq ans plus tôt. Cette similitude crée un lien entre ces deux personnages d'effrontés.